# Perissocerus surcoufi
Perissocerus surcoufi is een vliegensoort uit de familie Mydidae. De wetenschappelijke naam van de soort is voor het eerst geldig gepubliceerd in 1921 door Bezzi.
De soort komt voor in Algerije.